# José Canet
José Canet (* 15. Dezember 1915 in Buenos Aires; † 10. März 1984 ebenda) war ein argentinischer Tangogitarrist, Bandleader, Komponist und Textdichter.

## Leben und Wirken
Canet hatte den ersten Gitarrenunterricht bei Jesús González. Ab 1933 begleitete er Sänger wie Santiago Devin, Fernando Díaz und Dorita Davis. Später begann seine Zusammenarbeit mit Alberto Gómez. Im Verlauf von 30 Jahren unternahm er mit ihm Tourneen durch zahlreiche Länder Lateinamerikas. Besonderen Erfolg hatten beide in Kuba, wo auch zahlreiche Aufnahmen entstanden. Weitere Sänger, mit denen er auftrat, waren u. a. Oscar Alonso, Juanita Larrauri, Robert Medina, Guillermo Rico, Jorge Vidal, Alberto Marino, Alfredo Dalton, Mariano Leyes und Gloria Díaz.
1951–52 trat er in Córdoba beim Radiosender LV3 mit dem Geiger Abel Lizarrago als  La Guitarra Viajera y el Violín Romántico auf. 1956 war er Sologitarrist bei Radio Belgrano. 1959 gründete er das Quinteto Garufa mit dem Sänger Héctor Alvarado, das eine besonders tanzbare Form des Tangos spielte, die er als baiango bezeichnete. Mit dem Quintett spielte er Aufnahmen beim Label T. V. ein (u. a. De puro curda, Así se baila el tango, Llegó el baiango, Baiango a Mar del Plata, Churrasca). Von 1965 bis 1969 betrieb Canet ein eigenes Lokal, das El Rincón de José Canet. Ab 1972 arbeitete er mit der Sängerin Nelly Omar zusammen, mit der Aufnahmen bei den Labels RCA Victor und Embassy entstanden. Die Zusammenarbeit endete, nachdem Canet 1982 einen Schlaganfall erlitten hatte.

## Kompositionen
- Me besó y se fue
- Sigo queriéndote igual
- Tarde
- La abandoné y no sabía
- Hoy al recordarla
- Y dicen que no te quiero
- Mi bolita cachuza
- Los cosos de al lao
- Serpentinas de esperanza
- Julián Centeya
- Amar y callar